# صندلی داغ
صندلی داغ یک برنامهٔ تلویزیونی گفتگو محور بود که از نوروز ۱۳۸۳ از صدا و سیمای ایران پخش می‌شد. حمید آخوندی کارگردان این برنامه بود و داریوش کاردان، منوچهر نوذری و احمد نجفی در دورهٔ‌های مختلف مجری آن بودند. این برنامه به دلیل پرسش‌های صریح میزبان، جنجال‌برانگیز بود. سرانجام این برنامه پس از چند سال، و وقفه‌های متعدد به کار خود پایان داد.

## مهمانان
- محمدعلی کشاورز
- علی دایی
- مرجان محتشم
- ایرج نوذری